# Ales Bialiatski
Ales Bialiatski (em bielorrusso: Алесь Бяляцкі/Aleś Bialacki, às vezes transliterado como Ales Bialacki, Ales Byalyatski, Alies Bialiacki ou Alex Belyatsky) é um ativista e líder cívico bielorrusso e ex-prisioneiro de consciência conhecido por seu trabalho com o Centro de Direitos Humanos "Viasna". Em 2020, ele ganhou o Prêmio Right Livelihood, amplamente conhecido como o "Prêmio Nobel Alternativo". Em 2022, Bialiatski foi laureado com o Prêmio Nobel da Paz de 2022, juntamente com as organizações Memorial e Centro de Liberdades Civis.
Desde 14 de julho de 2021, ele está preso por suposta evasão fiscal. Os defensores dos direitos humanos consideram as acusações politicamente motivadas e reconhecem Bialiatski como um prisioneiro de consciência.
Em 3 de março de 2023, foi condenado a 10 anos de prisão por um tribunal de Belarus.

## Antecedentes
Bialiatski nasceu em Vyartsilya, na atual Carélia, Rússia, de pais bielorrussos. Seu pai, Viktar Bialiatski, é nativo do distrito de Rahačoŭ; sua mãe, Nina, vem do distrito de Naroŭlia. Em 1965, a família retornou à Bielorrússia para se estabelecer em Svietlahorsk, voblast de Homiel.
Bialiatski é um estudioso da literatura bielorrussa. Formou-se na Universidade Homiel State em 1984, com um diploma em filologia russa e bielorrussa. Durante seus dias de estudante, Bialiatski conheceu várias pessoas que mais tarde se tornaram autores famosos, incluindo Anatol Sys, Eduard Akulin, Siarzhuk Sys e Anatol Kazlou. Após a formatura, Bialiatski trabalhou como professor no distrito de Lieĺčycy, voblast de Homiel. Em 1985–1986, ele serviu no exército como motorista de veículo blindado em uma bateria de artilharia antitanque perto de Yekaterinburg (então Sverdlovsk), na Rússia.

## Ativismo
No início da década de 1980 Bialiatski envolveu-se em várias iniciativas pró-democracia, incluindo um grupo chamado "Independência" do Partido Clandestino Bielorrusso com o objetivo de fomentar a saída da Bielorrússia da União Soviética e a formação de um país soberano e democrático. O grupo publicou uma tomada ilegal chamada "Burachok" e co-organizou os primeiros protestos anti-soviéticos de sempre, principalmente as manifestações de Dziady em 1987 e 1988, um protesto contra a construção da usina hidroelétrica de Daugavpils, um comício protestando a demolição do patrimônio arquitetônico da Cidade Alta em Minsk, e uma cerimônia memorial em Kurapaty em 1988. Em dezembro de 1987, Bialiatski fez parte do comitê organizador da 1.ª Assembléia das Comunidades Bielorrussas.
Em 1989 Bialiatski recebeu um PhD da Academia de Ciências da Bielorrússia. Durante os estudos de doutorado, Bialiatski ajudou a fundar a Associação Tutejshyja de Jovens Escritores, servindo como presidente do grupo de 1986 a 1989, o que resultou em assédio por parte da administração da academia. Em 1988, Bialiatski co-organizou a Martyrologia da Bielorrússia e também foi um dos membros fundadores da Frente Popular Bielorrussa e da Comunidade Católica Bielorrussa.
Em 1989 Bialiatski trabalhou como pesquisador júnior no Museu de História da literatura bielorrussa. No mesmo ano, ele foi eleito diretor do Museu Literário Maksim Bahdanovich. Bialiatski deixou o museu em agosto de 1998, depois de organizar várias exposições importantes, incluindo duas em Minsk, uma no distrito Maladziečna e uma em Yaroslavl, Rússia.
Durante a direção de Bialiatski, o museu sediou inúmeros eventos públicos sobre questões políticas, culturais e religiosas. Em 1990, o prédio do museu no centro de Minsk abrigou a redação do "Svaboda", um dos primeiros jornais pró-democráticos da Bielorrússia. Bialiatski forneceu o endereço legal para dezenas de ONGs, incluindo o Centro de Direitos Humanos "Viasna" e o Centro "Supolnasts". Ele convidou vários jovens autores, incluindo Palina Kachatkova, Eduard Akulin, Siarhei Vitushka e Ales Astrautsou, para trabalhar no museu.
Bialiatski foi membro do Conselho Municipal de Deputados de Minsk entre 1991 e 1996. Em 20 de agosto de 1991, no dia seguinte à tentativa de golpe de Moscou, ele, juntamente com outros 29 membros do conselho, fez um apelo aberto ao povo de Minsk "para ser fiel às autoridades legalmente eleitas e buscar todos os meios constitucionais a fim de pôr fim às atividades do Comitê de Emergência do Estado". Em 5 de setembro de 1991, depois que o Conselho Municipal de Minsk aprovou o uso de símbolos nacionais, Bialiatski trouxe uma bandeira branca-vermelha-branca para a câmara do Conselho. A bandeira foi a primeira a ser hasteada oficialmente no prédio da Câmara Municipal de Minsk.
Bialiatski foi secretário da Frente Popular Bielorrussa (1996–1999) e vice-presidente da BPF (1999–2001).
Bialiatski fundou o Centro de Direitos Humanos "Viasna" em 1996. A organização, baseada em Minsk, então chamada "Viasna-96", foi transformada em uma ONG de âmbito nacional em junho de 1999. Em 28 de outubro de 2003, a Suprema Corte da Bielorrússia cancelou o registro estadual do Centro de Direitos Humanos "Viasna" por seu papel na observação das eleições presidenciais de 2001. Desde então, a principal organização bielorrussa de direitos humanos tem trabalhado sem registro.
Bialiatski foi presidente do Grupo de Trabalho da Assembléia de ONGs Democráticas (2000–2004). Em 2007–2016, ele foi vice-presidente da Federação Internacional de Direitos Humanos (FIDH).
Bialiatski é membro da União dos Escritores Bielorrussos (desde 1995) e do PEN-Centre Bielorrusso (desde 2009).
Durante os protestos bielorrussos de 2020–2021, Bialiatski tornou-se membro do Conselho de Coordenação de Sviatlana Tsikhanouskaia.

## Prisão e condenação de agosto de 2011
Em 4 de agosto de 2011, Ales Bialiatski foi preso sob acusação de evasão fiscal ("ocultação de lucros em grande escala", artigo 243, parte 2 do Código Penal da República da Bielorrússia). A acusação foi possível graças a registros financeiros divulgados por promotores na Lituânia e na Polônia.
Em 24 de outubro de 2011, Bialiatski foi condenado a 4 anos e meio de prisão e confisco de propriedade. Bialiatski se declarou inocente, dizendo que o dinheiro havia sido recebido em suas contas bancárias para cobrir as atividades de direitos humanos da Viasna.
Em 21 de junho de 2014, ele foi liberado da prisão.

### Reações
Os ativistas de direitos humanos bielorrussos, assim como os líderes da União Europeia (UE), os governos da UE e os Estados Unidos disseram que Bialiatski era um prisioneiro político, chamando sua sentença de motivado politicamente. Eles instaram as autoridades bielorrussas a libertar o ativista de direitos humanos. Em 15 de setembro de 2011, uma resolução especial do Parlamento Europeu (PE) pediu a libertação imediata de Bialiatski. A libertação do ativista também foi solicitada pelo Presidente do PE, Jerzy Buzek, pela Alta Representante da UE para Assuntos Exteriores e Política de Segurança, Catherine Ashton, pelo Presidente da OSCE, Eamon Gilmore e pelo Relator Especial da ONU sobre a situação dos direitos humanos na Bielorrússia, Miklós Haraszti.
Várias organizações não-governamentais internacionais de direitos humanos pediram a "libertação imediata e incondicional" de Bialiatski:
- Em 11 de agosto, a Amnesty International declarou Bialiatski como prisioneiro de consciência.
- Em 12 de setembro, a Federação Internacional de Direitos Humanos (FIDH) lançou uma campanha para defender a libertação de Bialiatski e informar de forma mais geral sobre os presos políticos na Bielorrússia.
- Tatsiana Reviaka, colega de Bialiatski na Viasna e presidente da Casa dos Direitos Humanos da Bielorrússia em Vilnius, disse que "a razão por trás dessas acusações é o fato de que nossa organização Viasna tem fornecido assistência diferente às vítimas de repressões políticas na Bielorrússia".
- "A prisão de Belyatsky é um claro caso de retaliação contra ele e a Viasna por seu trabalho em prol dos direitos humanos. É o último de uma longa série de esforços do governo para esmagar a sociedade civil bielorrussa", disse a Human Rights Watch em uma declaração.

Bialiatski cumpriu sua pena na colônia penal número 2 da cidade de Babrujsk, trabalhando como empacotador em uma oficina de costura.
Ele foi punido repetidamente pela administração penitenciária por "violação das regras da prisão", e foi declarado um "infrator malicioso", o que o impediu de ser amnistiado em 2012 e o privou de visitas familiares e pacotes de alimentos.
Durante seu tempo na prisão, Bialiatski escreveu muitos textos sobre temas literários, ensaios, memórias, que foram postados para seus associados.
Uma campanha sem precedentes de solidariedade internacional foi lançada durante seu encarceramento. Bialiatski foi libertado da prisão 20 meses antes do previsto, em 21 de junho de 2014, após passar 1 052 dias de detenção arbitrária em condições severas, incluindo períodos de prisão solitária.
Em 4 de agosto, o dia da prisão de Bialiatski, é celebrado anualmente como o Dia Internacional da Solidariedade com a Sociedade Civil da Bielorrússia. Foi estabelecido em 2012 como uma resposta à prisão do ativista.

## Prisão e condenação de julho de 2021
Em 14 de julho de 2021, a polícia bielorrussa vasculhou as casas dos funcionários da Viasna em todo o país e invadiu o escritório central. Bialiatski e seus colegas Vladimir Stephanovich e Vladimir Labkovich foram presos. Em 6 de outubro de 2021, Bialiatski foi acusado de evasão fiscal com pena máxima de 7 anos de prisão. Em 1 de janeiro de 2022, ele ainda estava na prisão.

## Prisão e condenação de março de 2023
Em 3 de março de 2021, um tribunal bielorrusso condenou Bialiatski a 10 anos de prisão.

## Reconhecimento internacional e Nobel da Paz
Em março de 2006, Bialiatski e Viasna ganharam o Prêmio Homo Homini de 2005 da ONG tcheca People in Need, que reconheceu "um indivíduo que merece reconhecimento significativo devido a sua promoção dos direitos humanos, da democracia e de soluções não violentas para conflitos políticos". O prêmio foi entregue pelo ex-presidente tcheco e dissidente Václav Havel. Em 2006, Bialiatski ganhou o prêmio sueco Per Anger, nomeado em homenagem ao diplomata sueco Per Anger, concedido a um indivíduo que "promove a democracia e os esforços humanitários, caracteriza-se por medidas e iniciativas ativas, trabalha sem nenhum ganho pessoal, assume grandes riscos pessoais, demonstra grande coragem e é um modelo para os outros".
Em 2006, Bialiatski recebeu o "Prêmio Andrei Sakharov de Liberdade" do Comitê Norueguês de Helsínquia. Em 2010, Bialiatski tornou-se um cidadão honorário de Gênova (província de Ligúria, Itália). Em 2011, Bialiatski recebeu o Prêmio Nacional de Direitos Humanos, Ativista de Direitos Humanos do Ano na Bielorrússia. Em 2011–2012, recebeu o Diploma de Liberdade de Expressão da União Norueguesa de Escritores (Ytringsfrihetsprisen, 2011; Noruega, 2012). Em 2012, recebeu o título de Cidadão honorário de Paris. Nesse mesmo ano, Ales Bialiatski juntamente com a Coalizão da Sociedade Civil de Uganda sobre Direitos Humanos e Direito Constitucional, tornou-se o vencedor do Prêmio Defensores dos Direitos Humanos de 2011 do Departamento de Estado dos Estados Unidos. Ales Bialiatski recebeu o prêmio in absentia devido à sua prisão, e o prêmio foi entregue a sua esposa, Natallia Pinchuk, na Embaixada dos Estados Unidos em Varsóvia, Polônia, em 25 de setembro de 2012.
Em 2012 Bialiatski ganhou o Prêmio Lech Wałęsa para "a democratização da República da Bielorrússia, sua promoção ativa dos direitos humanos e a ajuda prestada às pessoas atualmente perseguidas pelas autoridades bielorrussas". Nesse mesmo ano, a Assembleia Parlamentar do Conselho da Europa concedeu-lhe o Prêmio Václav Havel de Direitos Humanos, por seu trabalho como defensor dos direitos humanos, "para que os cidadãos da Bielorrússia possam um dia aspirar aos nossos padrões europeus". Após sua libertação, ele visitou Estrasburgo para agradecer à Assembleia por seu apoio.
Em 2014, recebeu o Prêmio Literário Ales Adamovich do Centro PEN da Bielorrússia. Nesse mesmo ano, recebeu o prêmio sueco de Defensor dos Direitos Civis do Ano e o título de Cidadão honorário de Siracusa (Sicília, Itália).
Em 2020, ele compartilhou o Prêmio Right Livelihood, amplamente conhecido como "Prêmio Nobel Alternativo", com Nasrin Sotoudeh, Bryan Stevenson e Lottie Cunningham Wren. Em dezembro de 2020, Bialiatski foi nomeado entre os representantes da oposição democrática da Bielorrússia, homenageado com o Prémio Sakharov pelo Parlamento Europeu.
Bialiatski foi cinco vezes indicado para o Prêmio Nobel da Paz, inclusive em 2006 e 2007. Em 2012 ele foi novamente nomeado para o Prêmio Nobel da Paz, mas o prêmio foi concedido à União Europeia. Em fevereiro de 2013 foi nomeado pelo deputado norueguês Jan Tore Sanner. Em 2014, os membros do Parlamento polonês nomearam Bialiatski para o Prêmio Nobel da Paz. A nomeação foi assinada por 160 deputados poloneses. Finalmente, em 2022, Bialiatski recebeu o Prêmio Nobel da Paz, juntamente com as organizações Memorial e Centro de Liberdades Civis, por representar "a sociedade civil em seus países de origem. Por muitos anos, eles promoveram o direito de criticar o poder e proteger os direitos fundamentais dos cidadãos. Eles fizeram um esforço notável para documentar crimes de guerra, abusos dos direitos humanos e abuso de poder. Juntos, eles demonstram o significado da sociedade civil para a paz e a democracia".

## Vida pessoal
Ales Bialiatski é casado com Natallia Pinchuk, que conheceu em 1982, quando Ales era estudante da Universidade Francishak Skaryna Homiel State e Nataliia estudou no colégio pedagógico de Lojeu. Casados em 1987, têm um filho chamado Adam. Durante seus anos de universidade, Bialiatski tocou contrabaixo em uma banda chamada Baski. Ele declarou que seus dois principais passatempos eram a apanha de cogumelos e o cultivo de flores. 